# Замок ужаса
«Замок ужаса» (англ. The House of Fear, 1945) — американский художественный фильм Роя Уильяма Нила, из серии фильмов, посвящённых приключениям Шерлока Холмса и доктора Ватсона с участием Бэйзила Рэтбоуна, Найджела Брюса. Основан на произведении Артура Конана Дойла «Пять зёрнышек апельсина».

## Сюжет
Холмса и Ватсона посещает страховой агент мистер Чалмерс. Он рассказывает ему о произошедших в отдалённом шотландском поместье Дрирклифф событиях, где живут семь одиноких мужчин, получающих по очереди по почте конверты с апельсиновыми зёрнами и после этого погибающих, причём их тела невозможно опознать. Холмс и Ватсон, а с ними и Лестрейд, выезжают в Дрирклифф, но убийства продолжаются, пока в живых не остаётся только один из семи — Брюс Аластер.

## В ролях
- Бэзил Рэтбоун — Шерлок Холмс
- Найджел Брюс — доктор Ватсон
- Деннис Хоуи[англ.] — инспектор Лестрейд
- Обри Мэтер[англ.] — Брюс Аластер
- Пол Кэвэна — доктор Саймон Мерривейл
- Холмс Херберт — Алан Косгрейв
- Гарри Кординг — капитан Джон Симпсон